# Kim Merz
Pour les articles homonymes, voir Merz.
Joachim "Kim" Merz (né le 2 février 1953) est un chanteur allemand.

## Biographie
Après une formation inaboutie en typographie, Merz est chanteur du groupe Wallenstein de 1978 à 1982. En 1983, il commence une carrière solo, a un contrat et sort un premier single en 1983, Saumäßig stark. Le suivant, Der Typ neben ihr, atteint la 17e place des ventes ; il s'agit d'une adaptation en allemand de Just to Walk That Little Girl Home de Willy DeVille.
Merz est auteur-compositeur pour d'autres interprètes, notamment Wahnsinn de Wolfgang Petry. Il travaille maintenant dans l'organisation de concerts comme ceux de Jürgen von der Lippe ou Hans Werner Olm.

## Discographie
Albums
- 1983 : Wenn der Vollmond zuschlägt (Coconut 205 807)
- 1984 : Kopf oder Zahl (Coconut 206 551)

Singles
- 1983 : Saumäßig stark
- 1983 : Der Typ neben ihr
- 1984 : Ich wünsch' mich weit übern Ozean
- 1984 : Klick (Sie schaut mich an)
- 1986 : Hand in Hand

## Source de la traduction
- (de) Cet article est partiellement ou en totalité issu de l’article de Wikipédia en allemand intitulé « Kim Merz » (voir la liste des auteurs).